# Membri delle commissioni del BIE
Presentiamo in questa pagina i membri delle commissioni del BIE , Bureau International des Expositions (BIE) con sede a Parigi,  Francia.
| Carica                             | Nome                    | Paese         |                                                           |
| ---------------------------------- | ----------------------- | ------------- | --------------------------------------------------------- |
| Presidente dell'Assemblea Generale | Steen CHRISTENSEN       | Danimarca     | [ 2 ] [ 3 ]                                               |
| Vicepresidente                     | Jai-Chul CHOI           | Corea del Sud | Presidente del Comitato esecutivo                         |
| Vicepresidente                     | Alain BERGER            | Francia       | Presidente della Commissione regolamentazione             |
| Vicepresidente                     | Albina PEREIRA AFRICANO | Angola        | Presidente della Commissione amministrazione e finanze    |
| Vicepresidente                     | Murat ERSAVCI           | Turchia       | Presidente della Commissione informazione e comunicazione |

## Commissioni
| Carica         | Nome           | Paese               | Data di elezione |
| -------------- | -------------- | ------------------- | ---------------- |
| Presidente     | Jai-Chul CHOI  | Corea del Sud       | Novembre 2013    |
| Vicepresidente | Patrick SPECHT | Germania            | Maggio 2018      |
|                |                | Bielorussia         | Novembre 2017    |
|                |                | Cina                | Novembre 2015    |
|                |                | Corea del Sud       | Novembre 2013    |
|                |                | Emirati Arabi Uniti | Novembre 2015    |
|                |                | Finlandia           | Novembre 2017    |
|                |                | Germania            | Novembre 2015    |
|                |                | Iran                | Novembre 2015    |
|                |                | Madagascar          | Novembre 2015    |
|                |                | Marocco             | Novembre 2015    |
|                |                | Monaco              | Novembre 2017    |
|                |                | Svizzera            | Novembre 2017    |
|                |                | Ungheria            | Novembre 2017    |

| Carica         | Nome               | Paese       | Data di elezione |
| -------------- | ------------------ | ----------- | ---------------- |
| Presidente     | Alain BERGER       | Francia     | Novembre 2015    |
| Vicepresidente | Toshihiko HORIUCHI | Giappone    | Maggio 2018      |
|                |                    | Argentina   | Novembre 2017    |
|                |                    | Azerbaigian | Novembre 2017    |
|                |                    | Bangladesh  | Novembre 2017    |
|                |                    | Francia     | Novembre 2015    |
|                |                    | Giappone    | Novembre 2015    |
|                |                    | Grecia      | Novembre 2017    |
|                |                    | Italia      | Novembre 2015    |
|                |                    | Lituania    | Novembre 2015    |
|                |                    | Russia      | Novembre 2015    |
|                |                    | San Marino  | Novembre 2015    |
|                |                    | Spagna      | Novembre 2017    |
|                |                    | Tunisia     | Novembre 2015    |

| Carica         | Nome                    | Paese      | Data di elezione |
| -------------- | ----------------------- | ---------- | ---------------- |
| Presidente     | Albina PEREIRA AFRICANO | Angola     | Novembre 2015    |
| Vicepresidente | Murager SAURANBAYEV     | Kazakistan | Maggio 2018      |
|                |                         | Algeria    | Novembre 2017    |
|                |                         | Angola     | Novembre 2015    |
|                |                         | Belgio     | Novembre 2015    |
|                |                         | Cile       | Novembre 2017    |
|                |                         | Cipro      | Novembre 2015    |
|                |                         | Kazakistan | Novembre 2017    |
|                |                         | Mauritania | Novembre 2015    |
|                |                         | Romania    | Novembre 2017    |
|                |                         | Tanzania   | Novembre 2015    |

| Carica         | Nome                   | Paese     | Data di elezione |
| -------------- | ---------------------- | --------- | ---------------- |
| Presidente     | Murat N. ERSAVCI       | Turchia   | Novembre 2017    |
| Vicepresidente | Moin-Ud-Din AHMAD WANI | Pakistan  | Aprile 2018      |
|                |                        | Albania   | Novembre 2015    |
|                |                        | Gabon     | Novembre 2015    |
|                |                        | Haiti     | Novembre 2017    |
|                |                        | Honduras  | Novembre 2015    |
|                |                        | Pakistan  | Novembre 2015    |
|                |                        | Palau     | Novembre 2017    |
|                |                        | Rep. Ceca | Novembre 2017    |
|                |                        | Togo      | Novembre 2015    |
|                |                        | Turchia   | Novembre 2017    |

## Lista dei presidenti dell'Assemblea Generale del BIE
- Alphonse Dunat,  Svizzera - 1931-1938
- Adrien van der Burch,  Belgio - 1938-1939
- Léon Barety,  Francia – 1939-1950 (non ufficiale) 1950-1971
- Joseph Hamels,  Belgio – 1971-1973
- Max Troendels,  Svizzera – 1973-1977
- Patrick Reid,  Canada – 1977-1981
- Cort van der Linden,  Paesi Bassi – 1981-1985
- Jacques Sol-Rolland,  Francia – 1985-1991
- Ted Allan,  Regno Unito – 1991-1993
- Ole Philipson,  Danimarca – 1993-1999 [8]
- Gilles Noghès,  Monaco – 1999-2003 [8]
- Wu Jianmin,  Cina – 2003-2007 [8]
- Jean-Pierre Lafon,  Francia - 2007-2011 [9]
- Ferdinand Nagy,  Romania - 2011-2015 [10]
- Steen Christensen,  Danimarca - 2015-oggi (scadenza del mandato: 2019) [2][3]

## Lista dei direttori e dei segretari generali del BIE
Sono stati nominati direttori del BIE:
- Maurice Isaac,  Francia – 1931-1939 [8] (a seguito del suo decesso durante la Seconda Guerra Mondiale, sua moglie venne nominata Direttrice ad interim, fino al 1960)
- Geneviève Marechal,  Francia - 1960-1964
- René Chalon,  Francia - 1964-1972

Sono stati nominati segretari generali del BIE:
- René Chalon,  Francia – 1972-1981
- Marie-Hélène Defrene,  Francia – 1981-1993
- Vicente González Loscertales,  Spagna - 1993-oggi [8]